# Benavides (kommunhuvudort)
Benavides är en kommunhuvudort i Spanien.   Den ligger i provinsen Provincia de León och regionen Kastilien och Leon, i den nordvästra delen av landet, 290 km nordväst om huvudstaden Madrid. Benavides ligger 837 meter över havet och antalet invånare är 2 885.
Terrängen runt Benavides är platt. Runt Benavides är det ganska glesbefolkat, med 23 invånare per kvadratkilometer. Närmaste större samhälle är Astorga, 14,2 km väster om Benavides. Trakten runt Benavides består till största delen av jordbruksmark.